# Massimo Carlotto
Massimo Carlotto (Padova, 22 luglio 1956) è uno scrittore, drammaturgo, giornalista, saggista, fumettista e sceneggiatore italiano.
Tra gli anni settanta, quando era un giovane militante di Lotta Continua, e gli anni novanta fu protagonista di un noto caso giudiziario di cronaca nera: fu accusato di aver ucciso con 59 coltellate una giovane di 24 anni. Condannato dopo una lunga serie di processi a 16 anni di reclusione, fu graziato dopo sei anni di carcere dal presidente Oscar Luigi Scalfaro.
Carlotto è stato definito come uno dei migliori scrittori di noir e hard boiled a livello internazionale.

## Biografia

### Il "caso Carlotto"
Nativo di Padova, figlio di Oscar (1919-2009), dirigente d'azienda, e di Rosa "Lella" Villani (1920-2016), e fratello di Antonella e Alvaro, Massimo Carlotto sale alla ribalta delle cronache per un caso giudiziario di omicidio.
Tutto comincia a Padova il 20 gennaio 1976 quando, Carlotto, 19 anni, militante di Lotta Continua, si trova a passare in bicicletta davanti alla casa della sorella, mentre svolge, su incarico dell'organizzazione, una sorta di indagine sullo spaccio di eroina nel quartiere. Antonella Carlotto è assente, ma vive lì col marito, il tenente dell'aeronautica Paolo Cesare Cagni, che sarà colui che chiamerà i soccorsi in seguito. Carlotto, secondo il suo racconto, avrebbe sentito delle grida che invocavano aiuto: entra nell'appartamento della villetta bifamiliare (l'altro appartamento era quello affittato dalla sorella), che ha la porta aperta, e scopre in un ripostiglio la giovane Margherita Magello, 24 anni, che egli conosce solo superficialmente, seminuda (poiché aggredita all'uscita dalla doccia) e coperta di sangue, ormai agonizzante e colpita con circa 59 coltellate (come appurato dall'autopsia). Massimo - questa la sua versione - cerca di soccorrere la vittima e si sporca di sangue, ma poi, anziché avvertire la polizia, spaventato, fugge.
È solo dopo aver raccontato l'episodio a due amici e ad un avvocato, che Massimo si presenta spontaneamente ai Carabinieri assieme ad un legale; racconta di aver trovato la vittima ancora viva, e di aver sentito le ultime parole. Questa affermazione sarà contestata, poiché secondo alcuni periti la ragazza era morta dopo poche coltellate, cosa però smentita dai paramedici soccorritori che la portarono in ospedale dove verrà dichiarata morta. Infatti, secondo gli infermieri respirava ancora. Carlotto disse che la giovane ripeteva la frase "ti ho dato tutto" e poi "Massimo, Massimo". Il suo ruolo di testimone (nonostante si sia presentato volontariamente) dura appena cinque minuti: i militari prima lo trattano come il principale sospettato, infine gli contestano l'accusa di omicidio volontario aggravato e per lui si spalancano le porte del carcere.
Viene accusato perché sporco di sangue (indossa ancora gli stessi vestiti quando si presenta dai carabinieri come testimone), ma non presenta copiose tracce sugli abiti, almeno quanto dovrebbe averne addosso l'aggressore o un primo soccorritore (i carabinieri e l'accusa sostengono quindi che si è cambiato dopo aver accoltellato la vittima mentre lui sosterrà di essersi sporcato minimamente). Si dichiarerà sempre innocente, pur accusandosi di omissione di soccorso per non aver dato subito l'allarme. Un'amica della vittima riferirà che era al telefono con lei e interruppe la telefonata per parlare con un uomo sconosciuto a cui dava del lei, mentre a Carlotto, che era più giovane, dava del tu. Non era quindi un delitto di impeto.
Carlotto, secondo la maggioranza dei testimoni, non aveva con la ragazza, essendo un semplice conoscente, una confidenza tale da farsi aprire e rimanere in casa mentre lei andava a farsi la doccia, dopo aver discusso; non c'erano inoltre segni di effrazione sulla porta, il che faceva pensare che Margherita avesse aperto all'aggressore prima di andare in bagno, e ipotizzare quindi che si trattasse di una persona che conosceva e di cui forse si fidava. Secondo la difesa di Carlotto, l'assassino poteva essere un conoscente stretto, dato che non c'erano segni di aggressione sessuale. Lei era quasi nuda, e uscita dalla vasca da bagno dove aveva fatto una doccia, mentre il killer probabilmente aspettava in salotto. C'era tuttavia una camicetta strappata sul letto.
Per la difesa, Carlotto ha interrotto l'aggressore, che si sarebbe nascosto nell'armadio, dietro i vestiti, lasciando la ragazza ferita; dal canto suo Carlotto giurò di aver visto solo 6 o 7 pugnalate, non 59; sempre secondo gli avvocati, fuggito Carlotto, l'assassino sarebbe fuoriuscito per dare i colpi restanti. Né Carlotto avrebbe premeditato un delitto, come sosteneva l'accusa, poiché sapeva benissimo l'ora in cui rincasava il cognato, che difatti pochi minuti dopo giunse assieme alla madre della Magello.
In carcere, dove restò inizialmente per un anno, Carlotto si diplomerà e sosterrà poi i primi esami di laurea in scienze politiche.
Nel primo processo (1977) viene assolto per insufficienza di prove dalla Corte d'assise di Padova e quindi scarcerato, ma viene condannato a 18 anni di reclusione (con la concessione delle attenuanti generiche) dalla Corte d'Assise d'appello di Venezia, con la pena che viene confermata dalla Corte di cassazione, nel 1982.

Carlotto durante il processo

Venne ventilata anche un'ipotesi di persecuzione legata alle sue idee politiche, a causa della sua appartenenza alla sinistra extraparlamentare nel pieno degli anni di piombo, e dell'estrazione "borghese" della vittima.
Poco prima della condanna definitiva, su consiglio del legale, Carlotto fugge prima in Francia, dove grazie alla dottrina Mitterrand erano presenti alcuni latitanti senza possibilità di estradizione; ben presto deve andarsene poiché a rischio di espulsione, in quanto considerato colpevole di un delitto "comune" e non "politico". Gli viene quindi negata dopo brevissimo tempo la protezione accordata ad altri, e scappa quindi in Messico passando per la Spagna. Qui vive sotto pseudonimo e conosce diverse persone, tra cui esuli per motivi politici e latitanti, che più tardi forniranno lo spunto per molti dei personaggi dei suoi libri. Questo periodo della sua vita verrà descritto dettagliatamente nella sua opera prima, l'autobiografia Il fuggiasco
Dopo tre anni di latitanza viene fermato dalla polizia messicana che gli contesta la mancanza del visto di residenza, ed espulso verso l'Italia; decide di costituirsi alla dogana di Linate, benché su di lui non ci sia nemmeno più un mandato di cattura vigente. Intanto i suoi avvocati hanno raccolto documenti per chiedere la riapertura del caso. Nel corso dello stesso anno nasce il Comitato Internazionale Giustizia per Massimo Carlotto, che organizza una campagna di informazione e una raccolta di firme a favore della revisione del processo.
Il primo firmatario in Italia è l'ex presidente della Corte Costituzionale Ettore Gallo. Lo scrittore Jorge Amado nel giugno 1986, con altri intellettuali, lancia dalle pagine di Le Monde un appello per la revisione del processo. Tra i firmatari, Nilde Iotti, Norberto Bobbio, Giandomenico Pisapia e Ferdinando Imposimato, per un totale di 15.000 firme. Aderisce anche la Fédération internationale des droits de l'Homme. Nel frattempo Carlotto si ammala gravemente in carcere a causa dello stress, soffrendo già di bulimia, anoressia nervosa e dismetabolismo organico (la malattia gli provoca, non venendo trattata continuamente e adeguatamente, una forma di obesità patologica fino ad arrivare a pesare 140 kg, arteriosclerosi precoce, artrite gottosa, ipertensione, sindrome ansioso-depressiva, insonnia e attacchi cardiaci di angina pectoris); suo padre subisce intanto tre infarti per lo stress familiare, e Massimo e i suoi avvocati iniziano una nuova campagna al fine di ottenere la scarcerazione e il differimento della pena per motivi umanitari, ottenuta con pronunciamento del tribunale nel 1987.

#### La revisione
La corte d'appello concede la possibilità di riesame nel 1986 e nel 1989 la Cassazione, nella sezione presieduta dal giudice Corrado Carnevale, annulla la condanna del 1982 e ordina la revisione del processo sulla base di tre nuove prove (impronta dimenticata di una persona estranea con la diversità degli scarponcini che calzava, che avevano le suole lisce, e non corrispondevano affatto all'impronta rimasta sul piede della vittima; la nuova perizia sui vestiti di Carlotto, che confermerebbe il racconto di Carlotto stesso; i guanti indossati da Carlotto).
Carlotto denuncia però lo smarrimento di due prove a suo favore: un fustino con tracce di sangue identificate dal gruppo sanguigno, all'epoca, come non sue né della vittima, né dei familiari, e un capello di un colore diverso da quello di Carlotto, ritrovato tra le unghie di Margherita Magello e con tutta probabilità appartenente all'aggressore. Inoltre non sono state rilevate completamente le impronte digitali nell'ambiente. L'impronta di scarpa in particolare viene accolta come prova fondamentale per la revisione, anche se viene definito il principio giurisprudenziale che come nuova prova si può intendere anche una prova già esaminata, ma interpretata in diverso modo. Vengono individuati errori nelle piantine della casa presentate e la presenza di vie di fuga alternative per l'assassino, non considerate dai carabinieri.

La Cassazione rinvia gli atti alla Corte di Appello di Venezia, per approfondire i punti che avevano formato oggetto della revisione, e che il 22 dicembre 1990, nel dispositivo di sentenza, emette un'ordinanza di sospensione della causa con rinvio alla Corte costituzionale, per decidere se Carlotto dovesse essere giudicato secondo il vecchio Codice di procedura penale o secondo il nuovo, entrato da poco in vigore, affermando, nelle motivazioni, che la soluzione più adatta sarebbe l'assoluzione per insufficienza di prove. La sentenza afferma la 
(Sentenza della corte d'appello del 1990)
 Anche se il codice abrogato richiedeva la piena assoluzione nelle revisioni, il giudice ritenne di non poter confermare la condanna, ma che solo l'assoluzione, seppur per insufficienza, fosse la giusta soluzione. Quindi non emise direttamente l'assoluzione per insufficienza né quella piena.
Secondo l'interpretazione ritenuta più attendibile dalla giurisprudenza secondo la Corte costituzionale, si trattava di decidere se Carlotto dovesse essere assolto con formula piena o dubitativa, dato che quest'ultima formula era stata eliminata dal nuovo Codice (per la sentenza di condanna non esisteva infatti differenza); la sentenza della Corte Costituzionale arriva il 5 luglio 1991: la Corte risolse il quesito nel senso che dovesse trovare applicazione il nuovo Codice, legittimando così la convinzione dei difensori che il loro assistito avrebbe dovuto essere senz'altro assolto con la formula più ampia ("per non aver commesso il fatto").

Per la stessa Corte costituzionale che ribadisce la sentenza d'appello 

#### Problemi giuridici
L'iter giudiziario prevedeva, a questo punto, che gli stessi giurati popolari e il Presidente togato che aveva chiesto il giudizio costituzionale si riunissero in camera di consiglio ed emettessero il verdetto di assoluzione con formula piena, citando la "mancanza di prove" solo come motivo.
Nel frattempo però il presidente del Collegio rimettente, propenso a dichiarare l'innocenza di Carlotto secondo la vecchia formula, era andato in pensione, il relatore e altri erano stati trasferiti, mentre i giudici popolari rimandati a casa; fu quindi necessario istruire un secondo giudizio, davanti a un nuovo giudice togato, altri giurati e con la nuova formula, fissato dopo un anno: in esso Carlotto venne a sorpresa condannato a 16 anni dopo un mese di udienze. In questo secondo appello consecutivo venne inoltre ignorata la perizia degli esperti francesi che scagionava Carlotto tramite l'analisi delle nuove prove, che era stata determinante e accolta dalla sentenza, ripartendo invece da zero con l'intera analisi, esaminando solo le carte acquisite nel 1976.
Tutto questo innesca un cortocirtuito giuridico, e uno dei legali di Carlotto, Giorgio Tosi, accusa di aver violato una fattispecie particolare del divieto di doppio processo (ne bis in idem), essendo stato giudicato due volte di seguito, per lo stesso reato, dalla stessa corte d'appello e nello stesso grado di giudizio, dopo una sentenza che lo dichiarava "non colpevole", e che forse sarebbe stata confermata in Cassazione vista la lunghezza del procedimento (è molto raro che la Cassazione annulli un'assoluzione in un processo di revisione).
La decisione della Corte costituzionale (che approvava l'assoluzione come unica scelta possibile) venne oltretutto, secondo i legali e molti giuristi irregolarmente poiché vincolante, completamente ignorata e disattesa.
Inoltre tale giudicato risultava contrario alla legge n.287 del 1951 – modificato dall’articolo 33 del D.p.r. n. 499 del 1988 – che recita, relativamente ai processi in Corte d’Assise e in Corte d’Assise d’Appello: 
(Articolo 7 del Codice di procedura penale)
 Una sentenza per essere valida deve quindi essere emessa dagli stessi giudici che hanno partecipato al dibattimento e che hanno assistito a raccolta e valutazione di tutte le prove.

#### Condanna definitiva
I legali di Carlotto fecero comunque nuovo ricorso in Cassazione, che il 25 novembre 1992 confermò però la pena, e richiesero al contempo, tramite i genitori di Carlotto, un provvedimento di clemenza che comportasse la scarcerazione del loro assistito, che aveva già scontato in tutto 6 anni di prigione (era stato nuovamente arrestato dopo la condanna d'appello e poi liberato con una nuova sentenza processuale, a motivo della sua malattia, nel maggio del 1992, dopo altri 47 giorni di carcere, con validità fino al 13 maggio 1993). Carlotto, per sua ammissione, medita anche il suicidio come forma estrema di protesta definitiva.
Durante la vicenda, durata più di 17 anni, Carlotto verrà giudicato da 86 giudici e subirà 11 sentenze e sette processi, record che sarà superato solo dal "caso Sofri" Quattro sentenze (primo appello, prima e seconda cassazione, secondo appello ripetuto) lo condannano, mentre due (primo grado e secondo appello) lo assolvono e altre due (revisione e sentenza costituzionale) lo considerano da assolvere.

#### Concessione della grazia
I genitori di Carlotto chiedono un procedimento di grazia al tribunale di Venezia, che avvia la procedura. L'opinione pubblica di sinistra si attiva intanto nuovamente a favore di Carlotto, e l'8 aprile 1993, un mese e 5 giorni prima del nuovo possibile arresto, il Presidente della Repubblica Oscar Luigi Scalfaro, col parere favorevole del Ministro Giovanni Conso ma con la netta opposizione della famiglia di Margherita Magello, concesse la grazia per motivi di salute e per la complessità del caso (pur senza indicare una ragione precisa nel provvedimento), estinguendo la pena principale residua (10 anni di carcere) e quelle accessorie; fu così messa fine alla vicenda giudiziaria. Il caso di omicidio si risolse con Carlotto unico colpevole. Le indagini, secondo gli innocentisti, non si sono mai sviluppate seriamente in altre direzioni e il provvedimento di grazia estinse la pena, ma non la condanna che rimane addebitata a Carlotto. In seguito ha presentato istanza alla Corte europea per i diritti dell'uomo e una nuova richiesta di revisione in Cassazione, tuttora giacenti.
Da poco prima della fine della vicenda giudiziaria, Carlotto vive tra la Sardegna e Padova; è sposato con la sua agente, Colomba Rossi, direttrice editoriale presso le edizioni e/o, e ha un figlio.

#### Sentenza di riabilitazione
Il 29 gennaio 2004, più di undici anni dopo l'ultima sentenza, Massimo Carlotto ha infine ottenuto la riabilitazione dal Tribunale di Cagliari, e riacquistato pienamente tutti i diritti civili e politici.

### Attività di scrittore e giornalista

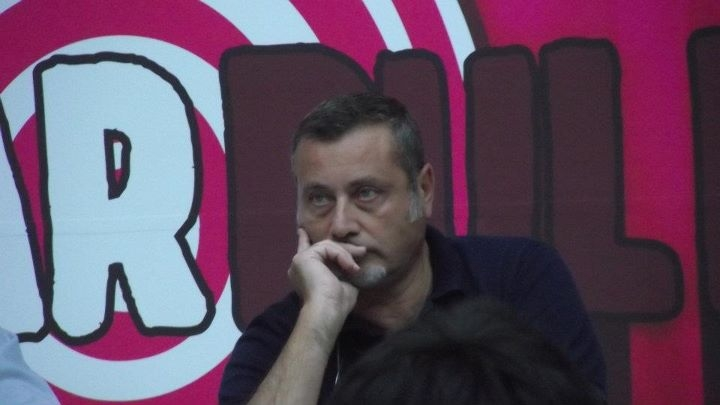
Massimo Carlotto al SugarPulp festival (Padova), 2 ottobre 2011

Massimo Carlotto inizia l'attività letteraria (su spinta di Grazia Cherchi) e giornalistica nel 1994, scrivendo particolarmente romanzi di genere noir, con Il fuggiasco (1995), autobiografia romanzata sul suo periodo di latitanza, che rappresenta la sua prima pubblicazione. Il romanzo è dedicato a Silvia Baraldini, detenuta allora negli Stati Uniti. Dal libro è stato tratto nel 2003 un film, diretto da Andrea Manni, con Daniele Liotti.
Il suo personaggio più noto è l'Alligatore, alias Marco Buratti, un originale detective privato.
Nel 1998 pubblica Le irregolari, romanzo autobiografico e d'inchiesta in cui viene raccontata la guerra civile e la repressione argentina degli anni settanta, durante la cosiddetta guerra sporca; conosce e intervista la fondatrice delle Nonne di Plaza de Mayo, Estela Barnes de Carlotto, che scoprirà essere sua parente e che cerca notizie della figlia (assassinata nel 1978) e del nipote neonato, desaparecidos.
I suoi libri sono da allora tradotti in Francia, Gran Bretagna, Germania, Spagna, Grecia, Paesi Bassi, Repubblica Ceca, Romania e Stati Uniti.
Nel 2001 esce il noir Arrivederci amore, ciao (da cui viene tratto l'omonimo film di Michele Soavi del 2005). Nel 2001 scrive il racconto per ragazzi Jimmy della collina, sulle carceri minorili. L'anno dopo Il giorno in cui Gabriel scoprì di chiamarsi Miguel Angel, di nuovo sui figli dei desaparecidos.
Nel 2004 pubblica L'oscura immensità della morte, un noir particolarmente cupo e nichilista incentrato sul tema della vendetta e del possibile perdono, da cui verrà tratto uno spettacolo teatrale, Oscura immensità. Il libro si apre con una citazione del giudice cassazionista Giuseppe Maria Berruti, riguardante i temi della condanna, della pena e della grazia e condivisa da Carlotto: «La grazia non è il premio della confessione. È un'opportunità di clemenza che considera l'interesse generale a far cessare una specifica pena, e solo la confusione demagogica delle idee fece inserire il rilievo del perdono della vittima. La grazia riguarda il rapporto del singolo condannato con le ragioni della legge. La vittima del delitto ha avuto dalla sentenza tutto ciò che le spettava».
Lo stesso anno firma una petizione di solidarietà per l'ex militante dei PAC Cesare Battisti, di cui sostiene la possibile innocenza, o perlomeno l'invalidità del processo in contumacia.
Nel novembre 2007 tutte le avventure dell'Alligatore, cinque romanzi e due racconti (Storia di Gabriella, vedova di mala e Il confronto), già editi, sono raccolti in un unico volume dall'omonimo titolo, uscito per le edizioni e/o, nella collana I super e/o.
Nel settembre 2009, a sette anni dal precedente, esce il nuovo episodio della saga dell'Alligatore, dal titolo L'amore del bandito.
Nel 2010 aderisce alla campagna di tesseramento dell'ANPI (Associazione Nazionale Partigiani d'Italia) con numerosi altri artisti e intellettuali..
Nel 2013, con Marco Videtta, scrive un nuovo ciclo di quattro romanzi, intitolato Le Vendicatrici. Come fatto in altre occasioni e come nello stile del noir italiano e del New Italian Epic, presenta sul suo sito dei poster e dei cortometraggi pubblicitari per i libri, in questo caso con protagonista l'attrice Francesca Inaudi.
Occasionalmente scrive anche su MicroMega e altre pubblicazioni, talvolta intervenendo sui temi del crimine, della politica e della giustizia, e denunciando la presenza della mafia nel Nord Est.
Nel 2014 afferma la sua contrarietà ai processi indiziari, specie alle indagini di polizia che si avvalgono solo dell'uso del DNA, soprattutto nei casi mediatici; già nel 2007, sul Manifesto, era intervenuto sul tema dei delitti mediatizzati, giudicando molto negativamente questo fenomeno giornalistico-televisivo e citando i casi della strage di Erba, il delitto di Cogne, nonché quelli di Novi Ligure e di Garlasco.
Torna poi a partecipare come attore, dopo l'esperienza del 2009, in un suo spettacolo teatrale dal titolo Crime Story, interpretando sé stesso che intervista un pentito di mafia. Dal 2012 cura la collana editoriale Sabot/Age, una raccolta di nuovi scrittori noir che mira a raccontare la contemporaneità.
Carlotto sostiene che il noir sia il nuovo romanzo d'inchiesta, dato che quest'ultimo è ostacolato nella sua libertà d'espressione dallo strumento della querela.
Nel 2018 conduce su Rai4 la serie di docu-fiction Real Criminal Minds.
Nel 2020 torna al romanzo con La signora del martedì, nuovo attacco alle gogne mediatiche di cui, secondo l'autore, si servirebbe il potere giudiziario italiano al fine di ottenere le condanne dei sospetti e la fine del garantismo giuridico.
Nel 2022 Mondadori pubblica Il francese, sul mondo delle prostitute e degli sfruttatori di quest'ultime.

## Opere

### Romanzi
- Il fuggiasco, Roma, Edizioni e/o, 1995. ISBN 88-7641-237-9.
- Le irregolari. Buenos Aires horror tour, Roma, Edizioni e/o, 1998. ISBN 88-7641-337-5.
- L'oscura immensità della morte, Roma, Edizioni e/o, 2004. ISBN 88-7641-562-9.
- Niente, più niente al mondo, Roma, Edizioni e/o, 2004. ISBN 88-7641-635-8.
- Nordest, con Marco Videtta, Roma, Edizioni e/o, 2005. ISBN 88-7641-681-1.
- La terra della mia anima, Roma, Edizioni e/o, 2006. ISBN 88-7641-738-9.
- Mi fido di te, con Francesco Abate, Torino, Einaudi, 2007. ISBN 978-88-06-18255-7.
- Cristiani di Allah, Roma, Edizioni e/o, 2008. ISBN 978-88-7641-818-1.
- Perdas de Fogu, con i Mama Sabot, Roma, Edizioni e/o, 2008. ISBN 978-88-7641-841-9.
- L'albero dei microchip, con Francesco Abate, VerdeNero, 2009. ISBN 978-88-89014-90-5.
- Respiro corto, Torino, Einaudi, 2012, ISBN 978-88-06-19211-2.
- Il mondo non mi deve nulla, Roma, Edizioni e/o, 2014.
- Il Turista, Milano, Rizzoli, 2016.
- La signora del martedì, Roma, Edizioni e/o, 2020.
- E verrà un altro inverno, Milano, Rizzoli, 2021, ISBN 978-88-31-8041-89.
- Il francese, Milano, Mondadori, 2022, ISBN 9788804746614
- Trudy, Torino, Einaudi, 2024, 9788806260255
- Danzate su di me, Milano, SEM, 2025, 9788893906999

#### Saga di Giorgio Pellegrini
- Arrivederci amore, ciao, Roma, Edizioni e/o, 2001. ISBN 88-7641-443-6.
- Alla fine di un giorno noioso, Roma, Edizioni e/o, 2011. ISBN 978-88-7641-967-6.

#### Saga dell'Alligatore
1. La verità dell'Alligatore, Roma, Edizioni e/o, 1995. ISBN 88-7641-272-7.
2. Il mistero di Mangiabarche, Roma, Edizioni e/o, 1997. ISBN 88-7641-309-X.
3. Nessuna cortesia all'uscita, Roma, Edizioni e/o, 1999. ISBN 88-7641-378-2.
4. Il corriere colombiano, Roma, Edizioni e/o, Roma, 2000. ISBN 88-7641-418-5.
5. Il maestro di nodi, Roma, Edizioni e/o, 2002. ISBN 88-7641-512-2.
6. Dimmi che non vuoi morire (2007, graphic novel)
7. L'alligatore, Roma, Edizioni e/o (Antologia contenente i primi cinque romanzi e due racconti), 2007. ISBN 978-88-7641-795-5.
8. L'amore del bandito, Roma, Edizioni e/o, 2009. ISBN 978-88-7641-873-0.
9. La banda degli amanti, Roma, Edizioni e/o, 2015, ISBN 978-88-6632-644-1
10. Per tutto l'oro del mondo, Roma, Edizioni e/o, 2015
11. Blues per cuori fuorilegge e vecchie puttane, Roma, Edizioni e/o, 2017.

Il personaggio è protagonista anche di due racconti, Storia di Gabriella, vedova di mala e Il confronto.
Inoltre, nei romanzi dell'Alligatore "La banda degli amanti", "Per tutto l'oro del mondo" e "Blues per cuori fuorilegge e vecchie puttane" sono presenti dei crossover con la saga che ha per protagonista Giorgio Pellegrini.

#### Le Vendicatrici
1. Le Vendicatrici. Ksenia, con Marco Videtta, Torino, Einaudi, 2013. ISBN 978-88-06-21269-8
2. Le Vendicatrici. Eva, con Marco Videtta, Torino, Einaudi, 2013. ISBN 978-88-06-21271-1
3. Le Vendicatrici. Sara: Il prezzo della verità, con Marco Videtta, Torino, Einaudi, 2013. ISBN 978-88-06-22373-1
4. Le Vendicatrici. Luz: Solo per amore, con Marco Videtta, Torino, Einaudi, 2013. ISBN 88-06-21270-2

### Racconti in volume
- Il giorno in cui Gabriel scoprì di chiamarsi Miguel Angel, Trieste, Edizioni EL, 2001, ISBN 88-477-0664-5.
- Jimmy della Collina, Trieste, Edizioni EL, 2002, ISBN 88-477-0892-3.
- Catfish. con Francesco Abate, Aliberti editore, 2006. ISBN 88-7424-124-0.
- con Tinin Mantegazza  Il mistero dei bisonti scomparsi, Roma, Gallucci, 2010, ISBN 978-88-6145-196-4.
- Il giardino di Gaia. Con l'adattamento di Sergio Ferrentino, Feltrinelli, 2013
- La via del pepe. Finta fiaba africana per europei benpensanti, con illustrazioni di Alessandro Sanna, edizioni E/O, 2014, ISBN 978-88-6632-557-4
- L'arrosto argentino, con illustrazioni di C. Carrer, Slow Food, 2014
- Variazioni sul noir, Cento Autori, 2020

### Racconti in antologie
- Il confronto, in Tecla Dozio (a cura di), Delitti sotto l'albero. Todaro editore, 1999. ISBN 978-88-86981-26-2.
- Champagne per due, in Tecla Dozio (a cura di), Capodanno nero. Todaro editore, 2000. ISBN 978-88-86981-34-7.
- Il viaggio di Stefano, in Tutta un'altra vita. Roma, Minumum Fax, 2001. ISBN 88-87765-47-2.
- Malavita albanese in Laura Lepri (a cura di), Albania, questa sconosciuta. In viaggio con il Premio Grinzane Cavour. Editori Riuniti, 2002.
- Carlo Marx e l'impresario, in Nel Grembo del mondo, Ed. Angolo Manzoni, 2003. ISBN 978-88-88838-05-2.
- Sassi, bottiglie e candelotti, in Paola Staccioli (a cura di), Piazza bella piazza, allegato a L'Unità. Roma, Associazione Walter Rossi, 2005. ISBN non esistente
- Gaia, in Laurent Lombard (a cura di), À table!. Métailié, 2004.
- San Basilio, 8 settembre 1974, in Paola Staccioli (a cura di), In ordine pubblico. Roma, Associazione Walter Rossi, 2005. ISBN non esistente
- Morte di un confidente, in Crimini, Einaudi, 2005. ISBN 978-88-06-18818-4.
- Il piccolo patriota padovano, in Giosuè Calaciura et al, Ricuore. Nuoro, Edizioni Il Maestrale, 2005. ISBN 88-86109-88-1.
- Il traghetto in Le finestre sul cortile. Frammenti d'Italia in 49 racconti. Quiritta, 2005. ISBN 978-88-8403-028-3.
- Sangue che va sangue che viene, in Marco Bariletti et al, Lama e trama Vol. 3. Bologna, Editrice Zona, 2006. ISBN 88-89702-30-3.
- Storia di Gabriella vedova di mala, in Serge Quadruppani (a cura di), 14 colpi al cuore. Racconti inediti dei migliori giallisti italiani. Milano, Mondadori, 2002. Collana: Il Giallo Mondadori, n. 2789.
- Cuori rossi, in (a cura di) Marco Vichi. Città in nero, 1 ed. Parma, Ugo Guanda, 2006. ISBN 88-8246-939-5.
- Nessun dubbio: omicidio-suicidio, in Mauro Zola (a cura di), Ti amo, ti ammazzo. Storie vere di amanti e assassini, Cairo Editore, 2007
- Little dream, in Giancarlo De Cataldo (a cura di) Crimini italiani. Torino, Einaudi, 2008. ISBN 978-88-06-19002-6.
- Cortonese station, in Nero perugino. Perugia, Futura soc. coop., 2008 (edizione fuori commercio).
- A Carlo Giuliani, per il nostro domani, in Paola Staccioli (a cura di), Per sempre ragazzo. Racconti e poesie a dieci anni dall'uccisione di Carlo Giuliani, Marco Tropea editore, 2011
- Cocaina, con Giancarlo De Cataldo e Gianrico Carofiglio, Einaudi, 2013. ISBN 978-88-06-21547-7
- Sbirre, con Giancarlo De Cataldo e Maurizio De Giovanni, Rizzoli, 2018

### Saggi
- Come un rito collettivo in Almanacco Guanda a cura di Ranieri Polese. Parma, Guanda, 2005.
- Patotas in Nessuna Pietà a cura di Luca Scarlini. Adriano Salani editore, Milano 2009.
- Marco Amici (a cura di), The Black Album. Il noir tra cronaca e romanzo, Roma, Carocci, 2012, ISBN 978-88-430-6568-4.
- Elisabetta Mondello (a cura di), Noir,  dalla letteratura di genere alla letteratura di contenuti, in Roma Noir 2012-2013. Letteratura della crisi, letteratura del conflitto, Torino, Robin edizioni, 2014, ISBN 978-88-6740-296-0.
- Ernest Mandel, Il romanzo poliziesco. Una storia sociale, Roma, Edizioni Alegre, 2013, (prefazione), ISBN 978-88-89772-89-8.
- con Taty Almeida e Renzo Sicco Orfana di figlio. I giovedì delle Madres de Plaza de Mayo, Claudiana, 2015

### Graphic novel
- (con Giuseppe Palumbo). L'ultimo treno. Edizioni BD, 2004. ISBN 88-87658-69-2.
- (con Luca Crovi & Andrea "Red" Mutti). Arrivederci amore, ciao, in Eraldo Baldini et al., Alta criminalità. Arnoldo Mondadori Editore, 2005. ISBN 978-88-04-54527-9.
- (con Igort). Dimmi che non vuoi morire. Milano, Mondadori, 2007. ISBN 978-88-04-51809-9.
- (con Giuseppe Palumbo). Tomka. Il gitano di Guernica. Rizzoli, 2007. ISBN 978-88-17-01732-9.
- (con Pasquale Ruju e Davide Ferracci), Ballata per un traditore, Feltrinelli, 2020, ISBN 9788807550584
- (con Pasquale Ruju e Davide Ferracci), Refrain, Feltrinelli, 2021, ISBN 9788807550928
- (con Irene Carbone  e Emanuele Bissatini), Citè, Round Robin editrice, 2022 ISBN 9788894953954

## Premi e riconoscimenti
- Premio del Giovedì (1996) per Il fuggiasco
- Premio Dessì (1999) per Nessuna cortesia all'uscita[56]
- Menzione speciale della giuria al Premio Scerbanenco (1999) per Nessuna cortesia all'uscita
- Premio Scerbanenco (2002) per Il maestro di nodi
- Secondo posto al Grand prix de littérature policière in Francia (2003) per Arrivederci amore, ciao
- Premio Ciliegia d'oro (2003) per Jimmy della Collina
- Premio Lama e trama alla carriera (2005)
- Finalista del Premio Bancarella (2006) con Nordest[57]
- Premio del Libraio - Città di Padova (2007) per Mi fido di te[58]
- Finalista degli Edgar Allan Poe Awards con Arrivederci amore ciao (The goodbye kiss, 2007)[59]
- Premio Letterario Noir Ecologista Jean Claude Izzo (2009) per Perdas de Fogu[60]
- Premio Sugarprize (2013), per la sua produzione letteraria[61]

## Filmografia

### Cinema e fiction
- 2003 - Il fuggiasco, regia di Andrea Manni - soggetto e sceneggiatura
- 2007 - Morte di un confidente in Crimini, regia dei Manetti Bros. - soggetto e sceneggiatura (Film TV)
- 2009 - Little dream in Crimini 2, regia di Davide Marengo - soggetto e sceneggiatura (Film TV)

### Versioni cinematografiche tratte dai romanzi
- 2006 - Arrivederci amore, ciao, regia di Michele Soavi
- 2006 - Jimmy della collina, regia di Enrico Pau
- 2015 - Badlapur, regia di Sriram Raghavan, tratto da L'oscura immensità della morte

## Radio
- 2001 - Il piccolo patriota padovano, riadattamento da Edmondo De Amicis (Radio RAI)
- 2004 - Radio Bellablù, radiogiallo di Massimo Carlotto e Carlo Lucarelli, a cura di Sergio Ferrentino (RAI Radio 3)[62]
- 2006 - Vincenzo De Paoli e il pascià Ulug Alì, in Dialoghi possibili, regia di Giuseppe Venetucci (RAI Radio 3)[63]

## Televisione
- Real Criminal Minds (Rai4, 2018)
- Fuorilegge. Veneto a mano armata (Sky Documentaries, 2024)

## Teatro
- Più di mille giovedì, la storia delle Madres de Plaza de Mayo, tratto dal romanzo Le irregolari, regia di Renzo Sicco e Lino Spadaro, interpreti: Gisella Bein, riduzione scenica di Massimo Carlotto (2000)[64]
- Buenos Aires non finisce mai, tratto dal romanzo Le irregolari, scritto da Elio Turno Arthemalle e Vito Biolchini, regia di Silvano Piccardi
- Niente, più niente al mondo, tratto dall'omonimo romanzo, regia di Nicola Pistoia, con Crescenza Guarnieri (2005)[65]
- La terra della mia anima, tratto dall'omonimo romanzo, regia di Velia Mantegazza, interpreti: Massimo Carlotto (voce), Ricky Gianco (chitarra e voce), musica di Maurizio Camardi e Patrizio Fariselli[66]
- Cristiani di Allah, Storie di pirati e Corsari, tratto dall'omonimo romanzo, musiche di Maurizio Camardi e Mauro Palmas, testi di Massimo Carlotto (2005)
- Jimmy della Collina riduzione di Angela Giassi, diretto da Enrico Barbieri, con Alessandro Carnevale Pellino (2007)[http://www.comunepavia.it[collegamento interrotto]][collegamento interrotto]
- Gran Galà Italia, interpreti: Massimo Carlotto e Loris Contarini (voci), musica di Maurizio Camardi e Mauro Palmas, testo di Massimo Carlotto
- Venexia, liberamente ispirato a Cristiani di Allah, regia di Velia Mantegazza e Loris Contarini, musiche di Maurizio Camardi e Mauro Palmas, interpreti: Massimo Carlotto e Patrizia Laquidara (voce), testo di Massimo Carlotto (2009)
- Oscura immensità, dal romanzo L'oscura immensità della morte, regia di Alessandro Gassmann, con Giulio Scarpati e Claudio Casadio - produzione Teatro Stabile del Veneto in coproduzione con Accademia Perduta/Romagna Teatri (2012)
- Niente, più niente al mondo, dall'omonimo romanzo, regia di Fabio Cherstich, con Annina Pedrini - produzione Teatro Franco Parenti di Milano (2013)
- Crime Story, regia di Giorgio Gallione, con Massimo Carlotto, Titino Carrara, Maurizio Camardi (2014)
- La signora del martedì, dall'omonimo romanzo, regia di Pierpaolo Sepe, con Giuliana De Sio, Alessandro Haber (2023)